# 布氏小圓鯨鯛
布氏小圓鯨鯛，為輻鰭魚綱鯨頭魚目倣鯨科的其中一種，分布於全球各大洋海域，屬深海魚類，棲息深度可達4820公尺，體長可達22公分。